# Bonnevent-Velloreille
Bonnevent-Velloreille település Franciaországban, Haute-Saône megyében. Lakosainak száma 408 fő (2022. január 1.). Bonnevent-Velloreille Oiselay-et-Grachaux, Étuz, Cordonnet és Montboillon községekkel határos.

## Népesség
A település népességének változása:
| Lakosok száma | 342  | 358  | 376  | 378  | 376  | 376  | 373  | 391  | 408  |
|               | 2013 | 2015 | 2016 | 2017 | 2018 | 2019 | 2020 | 2021 | 2022 |